# وولویاتس (شاباتس)
وولویاتس (به صربی: Volujac) یک منطقهٔ مسکونی در صربستان است که در شاباتس واقع شده‌است. وولویاتس ۳۸۲ نفر جمعیت دارد.